# Coregonus zugensis
Coregonus zugensis és una espècie de peix de la família dels salmònids i de l'ordre dels salmoniformes.

## Alimentació
Es nodreix de zooplàncton i de crisàlides d'insectes.

## Hàbitat
Viu a àrees de clima temperat (48°N-47°N i 8°E-9°E).

## Distribució geogràfica
Es troba a Europa: llac Vierwaldstätter. Desaparegut del llac Zug.